# Tour de France féminin
Cet article traite des deux épreuves féminines organisées par ASO entre 1984 et 1993. Pour les deux épreuves indépendantes qui lui ont succédé, voir Grande Boucle féminine internationale (1992-2009) et Route de France féminine (2006 à 2016). Pour la compétition féminine créée en 2022 par ASO voir Tour de France Femmes et pour la compétition masculine voir Tour de France.

Le Tour de France Féminin,  est une course cycliste sur route par étapes, disputée de 1984 à 1989 en France par les femmes, après une édition isolée en 1955. Le Tour de la CEE féminin succède au Tour de France féminin dans la continuité (changement de nom et de place dans le calendrier) et est disputé de 1990 à 1993, année où Amaury Sport Organisation décide d'arrêter l'épreuve.

## Histoire

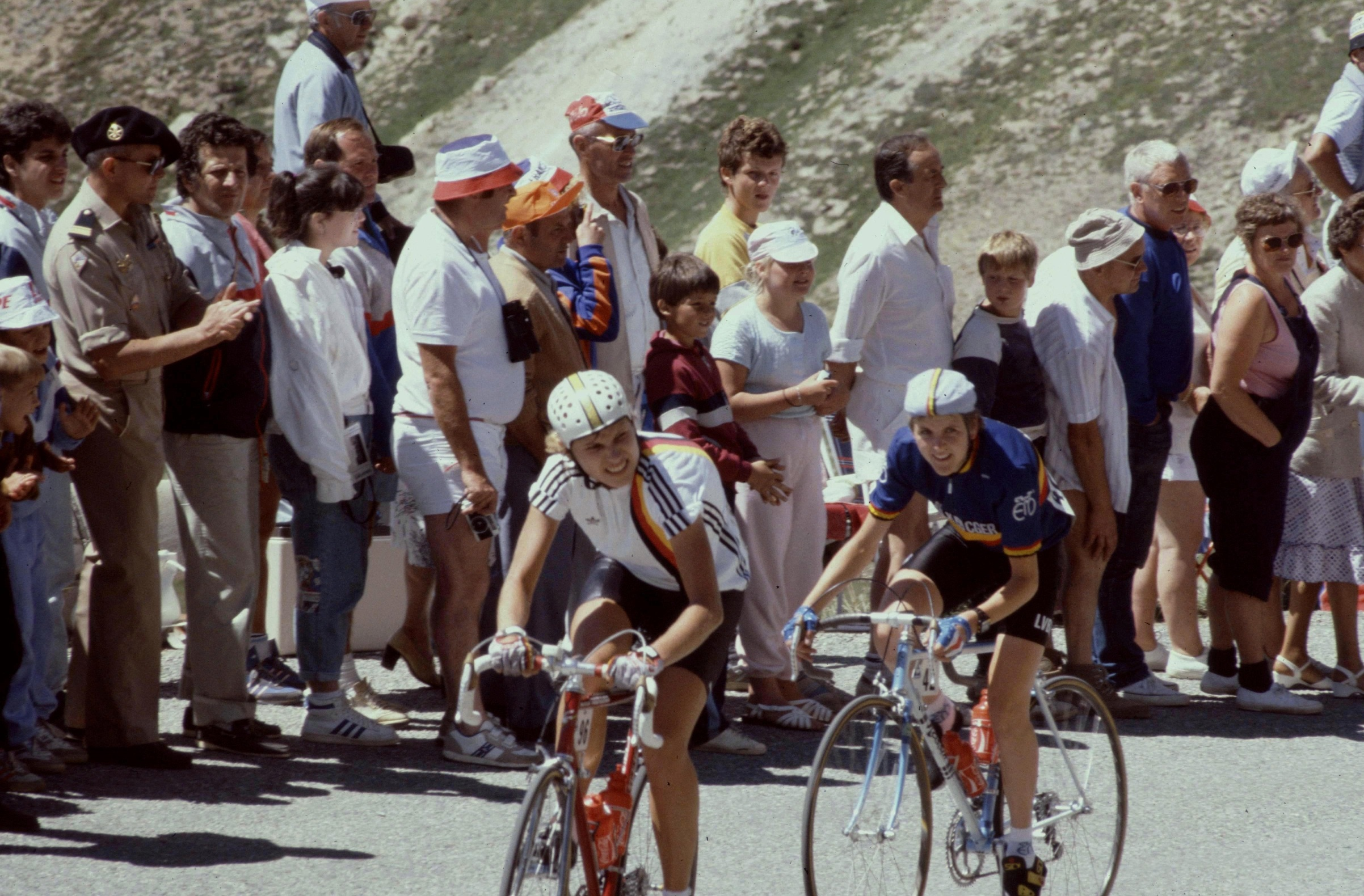
Col d'Izoard (Hautes-Alpes) en 1986

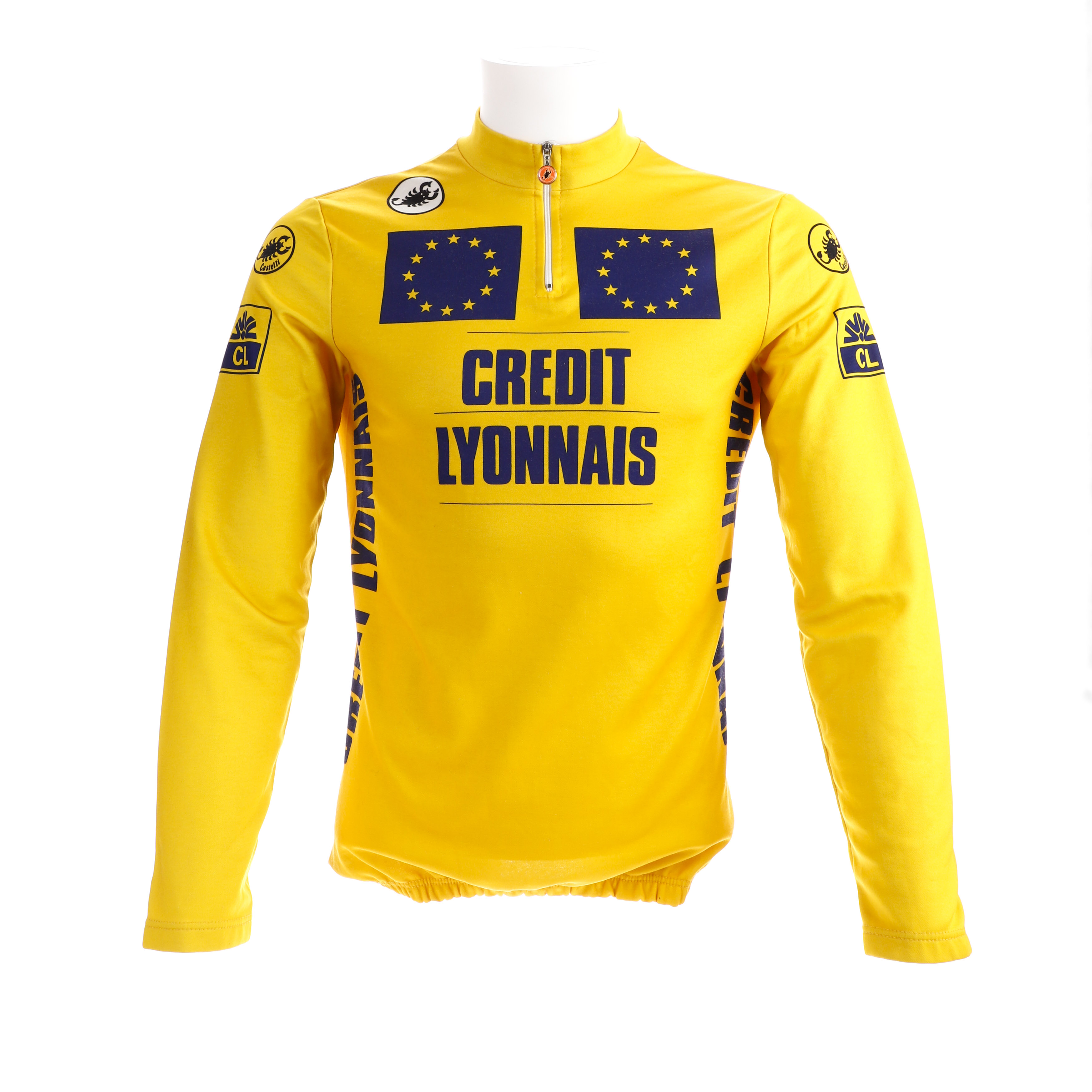
Maillot jaune de leader du Tour de la CEE féminin en 1993

À une époque où les championnats du monde ne sont pas encore ouverts aux femmes et où l'on ne décerne un titre de championne de France que depuis quatre ans, l'ancien journaliste Jean Leulliot lance un premier Tour de France féminin en septembre 1955 une épreuve de 400 km, parcourus en 5 étapes, remportée par la Britannique Millie Robinson ; avec une quarantaine de partantes. La course révèle la coureuse française Lyli Herse. L'essai n'est pas concluant, la couverture médiatique étant alors empreinte de sexisme, et l'initiative n'est pas reconduite. En 1956, le quotidien sportif L'Équipe conclut : « Le bon sens a triomphé […] Elles devront se contenter des épreuves existantes et du cyclotourisme, ce qui correspond beaucoup plus à leurs possibilités musculaires  ».
Sous l’impulsion du co-directeur du Tour de France Félix Lévitan et du secrétaire général du Tour de France Robert Taurand, la version féminine du Tour de France voit le jour dans les années 1980. Entre 1984 et 1989, la course est organisée en lever de rideau de chaque étape du Tour de France masculin, mais comprend toutefois un nombre d'étapes moindre. Le parcours emprunte, sauf exceptions, les mêmes routes que le Tour masculin, sur des distances plus courtes. L'épreuve profite donc du cadre du Tour de France masculin (même public au bord de la route, même ligne d'arrivée) et rencontre un intérêt notable, avec en particulier les succès de la Française Jeannie Longo. Six équipes de six coureuses disputent la première édition en 1984. La nouvelle épreuve attire dès l'année suivante les deux meilleures coureuses de l'époque que sont Longo et Maria Canins. L'équipière de l'équipe de France Marie-Françoise Potereau, qui a participé à tous les Tours féminins des années 1980, était aux premières loges pour assister au duel entre les deux championnes. Il reste cependant à la compétition de faire ses preuves car le cyclisme féminin est encore en effet l'objet de railleries, comme celle en 1987 du coureur Marc Madiot qui déclare à la télévision après une étape du Tour de France face à Jeannie Longo qu'il y a « des sports qui sont masculins, des sports qui sont féminins. Voir une femme danser, pour moi, c'est très joli. Voir une femme jouer au football, c'est moche, voir une femme sur un vélo, c'est moche… ».
Après six années durant lesquels les Tours masculin et féminin ont cohabité, la Société du Tour de France décide de mettre un terme à cette organisation couplée devenue trop lourde à assurer, notamment sur le plan logistique. En 1990, le Tour féminin se démarque, il est organisé en septembre et il change de nom pour devenir le « Tour de la CEE féminin ». Cependant, désormais loin du feu des projecteurs du Tour de France, l'épreuve décline et disparaît dans une certaine indifférence en 1993 après seulement quatre éditions.
Après l'interruption du Tour de France féminin, deux autres épreuves indépendantes similaires tentent de combler le vide, mais sans succès : la Grande Boucle féminine internationale, organisée par Pierre Boué et disputée entre 1992 et 2009, et la Route de France féminine, organisée par Hervé Gérardin et disputée de 2006 à 2016.
Le développement considérable et la professionnalisation du cyclisme féminin dans les années 2010 amène ASO à envisager la remise sur pied du Tour de France féminin, avec l'objectif cette fois d'en faire un rendez-vous incontournable et pérenne. C'est chose faite en 2022, soit 33 ans après la dernière édition. L'épreuve prend désormais le nom de « Tour de France Femmes », elle comprend huit jours de course et se dispute la semaine suivant immédiatement la fin du Tour de France masculin. Annemiek van Vleuten est la gagnante du Tour de France Femmes 2022.

## Palmarès

### Tour de France féminin
| Année | Vainqueur       | Deuxième       | Troisième               |
| ----- | --------------- | -------------- | ----------------------- |
| 1955  | Millie Robinson | June Thackerey | Marie-Jeanne Donabedian |
| -     |                 |                |                         |
| 1984  | Marianne Martin | Heleen Hage    | Deborah Schumway        |
| 1985  | Maria Canins    | Jeannie Longo  | Cécile Odin             |
| 1986  | Maria Canins    | Jeannie Longo  | Inga Thompson           |
| 1987  | Jeannie Longo   | Maria Canins   | Ute Enzenauer           |
| 1988  | Jeannie Longo   | Maria Canins   | Elizabeth Hepple        |
| 1989  | Jeannie Longo   | Maria Canins   | Inga Thompson           |

### Tour de la CEE féminin
| Année | Vainqueur            | Deuxième             | Troisième            |
| ----- | -------------------- | -------------------- | -------------------- |
| 1990  | Catherine Marsal     | Leontien van Moorsel | Astrid Schop         |
| 1991  | Astrid Schop         | Leontien van Moorsel | Roberta Bonanomi     |
| 1992  | Leontien van Moorsel | Heidi Van de Vijver  | Roberta Bonanomi     |
| 1993  | Heidi Van de Vijver  | Leontien van Moorsel | Aleksandra Koliaseva |